# Mikroregion Primavera do Leste

Mikroregion Primavera do Leste

Mikroregion Primavera do Leste – mikroregion w brazylijskim stanie Mato Grosso należący do mezoregionu Sudeste Mato-Grossense.

## Gminy
- Campo Verde
- Primavera do Leste